# Kleiner Waldportier
Der Kleine Waldportier (Hipparchia hermione) ist ein Schmetterling (Tagfalter) aus der Familie der Augenfalter (Satyridae). Sehr bekannt ist auch das synonyme Epitheton alcyone (Denis & Schiffermüller, 1775), das in der aktuellen Fachliteratur ebenso Verwendung findet.

## Merkmale
Die Falter erreichen mit 3,5 Zentimeter langen Vorderflügeln nicht ganz das Ausmaß des Großen Waldportiers. Doch ganz sichere Unterscheidungen kann nur der Fachmann mit einer Genitaluntersuchung leisten. Manchmal hilft aber auch der schon der Fundort weiter. Zum Ausruhen dienen Baumstämme, auf denen die Schmetterlinge wegen ihrer Zeichnung bestens getarnt sind.

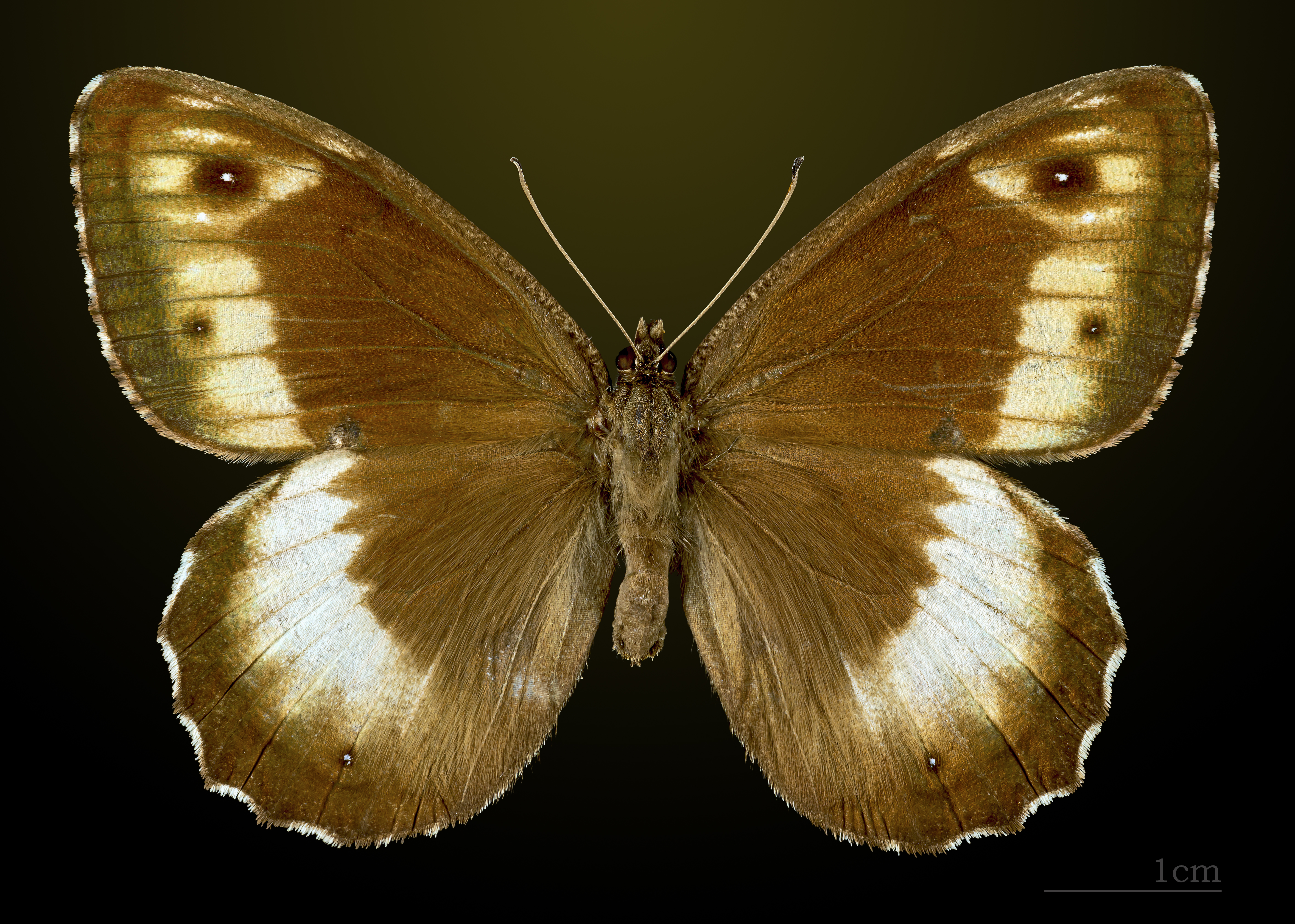
Kleiner Waldportier
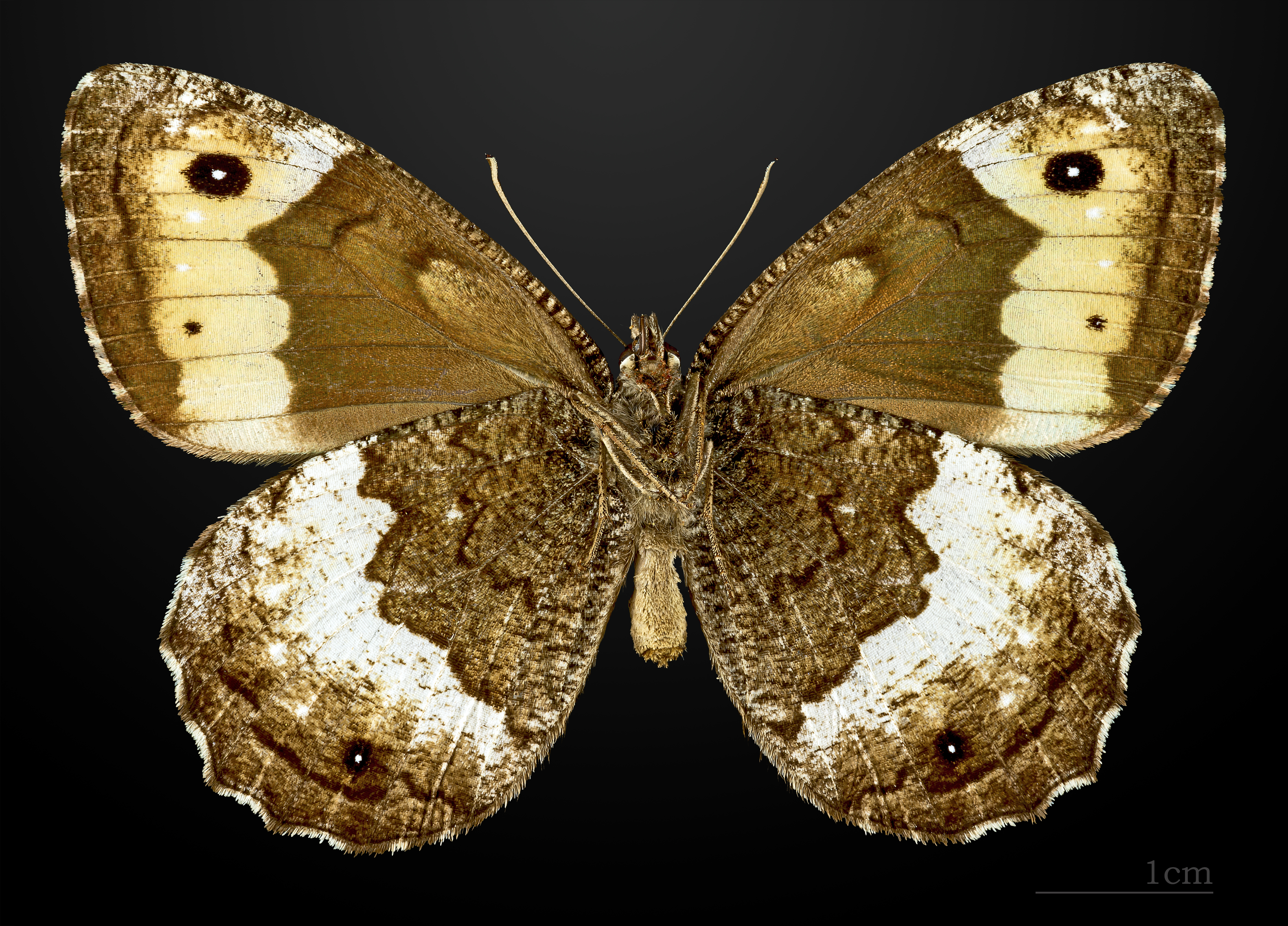
△ Kleiner Waldportier

### Ähnliche Arten
- Hipparchia caroli (Denis & Schiffermüller, 1775); wird von einigen Autoren als Unterart von Hipparchia hermione angesehen; Nordafrika
- Großer Waldportier (Hipparchia fagi) (Scopoli, 1763)
- Hipparchia genava (Frühstorfer, 1908); Südeuropa

## Lebensraum
Im Gegensatz zum Großen Waldportier findet man diese Art eher in Kiefernwäldern im Süden von Hügel- und Bergland bis zu einer Höhe von 1.500 Meter. Beide Arten lieben trockene und sandige Böden. Das Verbreitungsgebiet reicht von Südfrankreich bis nach Osteuropa. Man findet ihn aber auch in den Gebirgen der Iberischen Halbinsel und Italiens.

## Flug- und Raupenzeit
Die Tiere fliegen von Juli bis August. Die Raupenzeit ist von September bis Juni. Folglich überwintern diese nachtaktiven Raupen auch.

## Futterpflanzen
Hartgräser wie die Fieder-Zwenke bilden die Nahrungsgrundlage.